# Грајмерат (Ајфел)
Грајмерат (њем. Greimerath) општина је у њемачкој савезној држави Рајна-Палатинат. Једно је од 107 општинских средишта округа Бернкастел-Витлих. Према процјени из 2010. у општини је живјело 231 становника. Посједује регионалну шифру (AGS) 7231044.

## Географски и демографски подаци
Грајмерат се налази у савезној држави Рајна-Палатинат у округу Бернкастел-Витлих. Општина се налази на надморској висини од 380 метара. Површина општине износи 3,8 km². У самом мјесту је, према процјени из 2010. године, живјело 231 становника. Просјечна густина становништва износи 62 становника/km².